# Exobasidiomycetes
Exobasidiomycetes es una clase de hongos de la división Basidiomycota. Todos ellos son parásitos de plantas y aparecen como manchas o agallas en los tejidos vegetales. Incluye alrededor de 7 órdenes.

## Descripción
Los exobasidiomicetos, como su grupo hermano, los ustilaginomicetos, tienen principalmente poros septales con tapas de membrana. Sin embargo, también hay especies sin poros septales. Los exobasidiomicetos se caracterizan por zonas de interacción local con su huésped, mientras que son extensos en los ustilaginomicetos.
Los exobasidiales y microstromatales crecen mayormente en plantas leñosas y no forman teliosporas; sus basidios surgen directamente en el tejido foliar del huésped. Los georgefischeriales, entylomatales y doassansiales forman teliosporas dentro del tejido de la hoja, las esporas se liberan solo cuando la hoja se pudre. En las esporas de tilletiales se liberan desgarrando el tejido del huésped, su biología es en gran medida la misma que la de los hongos (ustilaginales).

## Lista de órdenes
Contiene los siguientes órdenes:
- Ceraceosorales
- Doassansiales
- Entylomatales
- Exobasidiales
- Georgefischeriales
- Microstromatales
- Tilletiales